# Versicherungsagent (Österreich)
Ein Versicherungsagent (VA) in Österreich ist, wer von einem Versicherer/Versicherungsunternehmung (VU) ständig damit betraut ist, für diesen Produkte zu vermitteln oder für diesen Versicherungsverträge zu vermitteln oder zu schließen (§ 43 Abs. 1 Österreichisches Versicherungsvertragsgesetz). Konkretisiert werden die Rechte im Agenturvertrag, wobei diese je nach Vereinbarung meist das Inkasso von Beiträgen und Prämien ausschließen.

## Abgrenzung
Um Verwechslungen mit artverwandten Berufen (Versicherungsmakler, Versicherungsberater, Finanzdienstleister) bzw. Irrtümer auszuschließen, sind insbesondere die Vorgaben nach § 137 ff Gewerbeordnung einzuhalten. Der Versicherungsagent handelt immer im Auftrag derjenigen Versicherungsunternehmung (VU) oder Versicherungsagenturen, zu denen er eine „vertragliche Bindung“ unterhält. Er kann gleichzeitig auch Versicherungsmakler oder -berater in Versicherungsangelegenheiten sein. Er darf jedoch nicht für Versicherungsmakler oder -Berater in Versicherungsangelegenheiten tätig werden, für andere Versicherungsagenturen jedoch sehr wohl. Jeder dieser Art(en) der Tätigkeiten bzw. Ausübungen der verschiedenen Formen als Versicherungsvermittler in Österreich muss wie vorher beschrieben in das im Jahre 2005 neu geschaffene Versicherungsvermittlerregister eingetragen werden.
Für die Eintragung ist zumindest die Bindung an ein Versicherungsunternehmen unerlässlich. Ein Versicherungsagent ist auch berechtigt sein Geschäft im Rahmen der Gewerbeordnung als Mehrfach-Agent auszuüben, das bedeutet, dass er mehrere vertragliche Bindungen zu verschiedenen, einander konkurrierenden Versicherungsgesellschaften unterhält. Außerdem muss bei der Gewerbeanmeldung eine aufrechte Haftpflichtversicherung vorliegen.

## Geschichte des Versicherungsagenten am Beispiel „Österreich“
Als handelnde und agierende Personen in der Geschichte der österreichischen Versicherungswirtschaft ist aus den verschiedensten Quellen immer der Versicherungsagent genannt. Die genaue Bezeichnung „Versicherungsagent“ ist bereits im frühen 18. Jahrhundert ein Terminus, der in allen Formen der in diesem Zeitpunkt gegründeten Vorgängern der heute bekannten österreichischen Versicherungsgesellschaften zur Durchführung von Aufgaben und Tätigkeiten benutzt wurde. Unterscheidender Weise ist festzuhalten, dass die Aufgaben eines Versicherungsagenten im 18. Jahrhundert auch sämtliche Tätigkeiten wie die Administration also Innendienstarbeiten genauso beinhalteten wie auch die Tätigkeiten im Außendienst.
Erstaunlich ist auch, dass die gleichen Tätigkeiten wie die eines Versicherungsagenten z. B.: bei der im Jahre 1811 gegründeten „Salzburger wechselseitigen Brand–Assecuranz-Anstalt“ bis zum Jahre 1880 von den k (u.) k. Steuerämtern übernommen wurden. Ab dem Jahre 1881 von den Gemeindevorstehern.
Abgeleitet von den auch damals bereits in einem hohen Ansehen stehenden Persönlichkeiten dieser Steuer- und Gemeindebeamteten, die quasi das Privileg verliehen bekamen, auch Aufgaben und Tätigkeiten in der damals jungen österreichischen Versicherungswirtschaft ausführen und ausüben zu können, ist zu erkennen, welchen großen Anforderungen ein Versicherungsagent zu entsprechen hatte.
Als Privileg einerseits als zusätzliches Einkommen andererseits, da diese beauftragten Beamten meist genannt als „gut denkende Beamte, die das Wohl der anvertrauten Untert(h)anen fördern“ auch das Recht hatten, für die Einhebung der Beiträge also der heutigen Versicherungsprämien 1 Prozent als Verdienst einzubehalten. Damit handelt es sich um Provision. Bemerkenswert dabei ist, dass damit Finanzbeamte die Vorläufer des Versicherungsaußendiensts sind.
Zeitgleich mit den österreichischen Oberbeamten (nur solche durften diese Tätigkeiten ausführen) wurden auch bereits Versicherungsagenturen eingesetzt! Im Jahre 1839 wurde eine Anzeige (Wiener Zeitung) veröffentlicht, in der die Übernahme einer Assekuranz – Agentschaft mitgeteilt wurde. Diese Agentschaften wurden unterteilt und betitelt mit: Generalagentur und als Untergliederung die Hauptagentur. Die Hauptagenturen waren den Generalagenturen unterstellt und finden ihre Parallele in den heutigen Regional- und Landesdirektionen.
Diese Versicherungsagenturen (Agentschaft) waren es auch, die den Versicherungsmarkt in Österreich aufbauten. Sämtliche heute bekannten Tätigkeiten in der Versicherungsbranche in Österreich wurden daher erstmals durch die Versicherungsagenten durchgeführt. Entsprechende Beispiele von Versicherungsagenturen um das Jahr 1880 sind auch in Deutschland zu finden. Zu den Aufgaben zählten, Polizzenausstellungen, Prämieninkasso, Schadenaufnahmen, Schadenzahlungen etc.
Auch der Versicherungsmehrfachagent wurde bereits im Jahre 1874 mehrmals in historischen Dokumenten erwähnt. Dies auch, im Zusammenhang mit der Haftung, da für die Tätigkeit des Versicherungsagenten auch die jeweilige Versicherungsgesellschaft zum Vorteil der Versicherten (Kunden) haftete und der Versicherungsagent heute wie damals im Auftrag der Versicherungsgesellschaft auftritt.

### Historisches
Auszug und Zitat aus einem historischen Versicherungsalmanach: Dem Versicherungsagenten der in Österreich der Versicherung das Gepräge gibt. Er ist gleichsam der Schutzpatron der Witwen und Waisen, in der Dreieinigkeit zum Schutze des Eigentums gewissermaßen der Hauptapostel; den seien auch, ihm zur Seite, der Feuerwehrmann und der Sicherheitsbeamte „Helden im Kampfe gegen die zerstörenden Mächte“!